# Argiope bruennichi nigrofasciata
Argiope bruennichi nigrofasciata is een spinnenondersoort in de taxonomische indeling van de wielwebspinnen (Araneidae).
Het dier behoort tot het geslacht Argiope. De wetenschappelijke naam van de soort werd voor het eerst geldig gepubliceerd in 1910 door Pelegrin Franganillo-Balboa.